# Птичь (Пуховичский район)
Птичь (бел. Пціч, транслит.: Pcič) — деревня в Пуховичском районе Минской области Беларуси. Входит в состав Новопольского сельсовета.

## Этимология
Название образовано от реки, на которой стоит населённый пункт.

## Географическое положение
Расположена на реке Птичь в 32 км на юго-запад от Марьиной Горки, в 35 км на север от Минска, в 9,2 и 12 км на запад и юго-запад от железнодорожных платформы и станции Рыбцы и Руденск.

## История
Деревня основана в 1920-е годы. В 1926 году была сельскохозяйственная артель «Птичь».
Во Вторую мировую войну с конца июня 1941 года до начала июля 1944 года деревня была оккупирована Нацистской Германией.
С 1960 года — посёлок.

## Население
- 1960 — 102 жителя
- 1999 — 8 жителей
- 2002 — 4 жителя
- 2009 — 3 жителя[2]
- 2010 — 3 жителя
- 2012 — 2 жителя
- 2019 — 1 житель

## Список улиц
- Лесная улица
- Центральная улица[3]

## Климат
Климат здесь умеренный, с теплым летом и мягкой зимой. Средняя температура января минус 6,8 °С, июля плюс 17,5 °С. Зимой дуют южные ветры, а летом восточные и северо-восточные. Средняя скорость ветра 3 м/с. Годовое количество осадков 550-650 мм.

## Культура
- Музейный комплекс старинных народных ремёсел и технологий «Дудутки»[4][5].

## События и мероприятия
- Международный рыцарский фестиваль «Наш Грюнвальд» на территории музейного комплекса «Дудутки» в деревне Птичь[6].

## Достопримечательности
- Около деревни есть православная церковь Святого Иоанна Крестителя[7].